# The Revolutionaries
The Revolutionaries je reggae sastav s Jamajke. 

## Povijest
Ovo je bio studijski i pozadinski glazbenički sastav iz 1970-ih studija Channel One vlasnika Josepha Hoo Kima. Joseph "Jo Jo" Kim i Ernest Hookim su bili producenti koji su snimali s ovim kućnim sastavom. Mnogi od tih glazbenika iz The Revolutionaries su snimali kao The Aggrovators za Bunnyja Leeja, The Professionals za Joea Gibbsa, The Black Disciples za producenta Jacka Rubyja i druge.
Sastav je osnovan 1975. godine. The Revolutionaries su sa Slyjem Dunbarom na bubnjevima i Robbiejem Shakespearom na bas-gitari stvorili novi stil "rockers"  koji je promijenio cijeli jamajčanski zvuk (s roots reggaea na rockers a potom su ga oponašale ostale produkcije). Pored tog dvojca Sly and Robbie, mnogi su glazbenici svirali u ovom sastavu: Bertram McLean, Radcliffe "Dougie" Bryan na gitari, Ossie Hibbert, Errol "Tarzan" Nelson, Robert Lyn ili Ansel Collins na klavijaturama, Uziah "Sticky" Thompson, Noel "Scully" Simms na udaraljkama, Tommy McCook, Herman Marquis na saksofonu, Bobby Ellis na trubi i Vin Gordon na trombonu.
Sastav je svirao na brojnim dub albumima i snimao je kao pozadinski sastav umjetnicima kao što su B. B. Seaton, Black Uhuru, Culture, Prince Alla, Leroy Smart, Gregory Isaacs, John Holt, The Heptones, Mighty Diamonds, I-Roy, Tapper Zukie, Trinity, U Brown, Errol Scorcher, Serge Gainsbourg i ostali.

## Diskografija

### The Revolutionaries
- Revival Dub Roots Now - 1976. - Well Charge
- Sounds Vol 2 - 1979. - Ballistic
- Sounds - 1976. - Channel One
- Vital Dub Well Charged - 1976. - Virgin
- Dread At The Controls - 1978. - Hawkeye
- Dub Expression - 1978. - High Note
- Earthquake Dub - 1978. - Joe Gibbs
- Jonkanoo Dub - 1978. - Cha Cha
- Reaction In Dub - 1978. - Cha Cha
- Sentimental Dub - 1978. - Germain
- Top Ranking Dub - 1978. - Rootsman
- Burning Dub - 1979. - Burning Vibrations
- Dub Out Her Blouse & Skirt - 1979. - Germain
- Dutch Man Dub - 1979. - Burning Vibrations
- Goldmine Dub - 1979. - Greensleeves
- Outlaw Dub - 1979. - Trojan
- Dawn Of Creation - Sagittarius
- Dub Plate Specials At Channel One - Jamaican Recordings
- Green Bay Dub - 1979. - Burning Vibrations
- Medley Dub - High Note
- Phase One Dubwise Vol 1 & 2 - Sprint
- Satta Dub Strictly Roots - Well Charge
- Dial M For Murder In Dub Style - 1980. - Express
- I Came, I Saw, I Conquered - 1980. - Channel One

### Kompilacije
- Channel One - Maxfield Avenue Breakdown - Dub & Instrumentals - 1974-1979 - Pressure Sounds (2000.)
- Revival - 1973-1976 - Cha Cha (1982.)
- Roots Man Dub - 1979. - GG's
- Channel One Revisited Dub - Top Beat (1995.)
- Macca Rootsman Dub - Jamaican Gold (1994.)

### Sa sastavomThe Aggrovatorsima
- Agrovators Meets The Revolutioners At Channel One Studios - 1977. - Third World
- Rockers Almighty Dub (Dubwise, Rockers, Bass & Drums) - 1979. - Clocktower
- Agrovators Meet Revolutionaries Part II - Micron

### Ostalo
- Guerilla Dub - 1978. - Burning Sounds
- The Revolutionaries & We The People Band - Revolutionary Dub - 1976. - Trenchtown
- Bobby Ellis And The Professionals Meet The Revolutionaries - Black Unity - 1977. - Third World
- Derrick Harriott & The Revolutionaries - Reggae Chart Busters Seventies Style - 1977. - Crystal
- Sly & The Revolutionaries - Don't Underestimate The Force, The Force Is Within You - 1977. - J&L
- Sly & The Revolutionaries - Go Deh Wid Riddim - 1977. - Crystal
- Sly & The Revolutionaries With Jah Thomas - Black Ash Dub - 1980. - Trojan
- Errol Scorcher & The Revolutionaries - Rasta Fire (A Channel One Experience) - 1978 - Ballistic
- Ossie Hibbert & The Revolutionaries - Satisfaction In Dub - 1978. - Live & Love
- Pancho Alphonso & The Revolutionaries - Never Get To Zion - 1978. - Trojan

## Vanjske poveznice
- Diskografija na Rootsdubu